# Tarcisio Burgnich
Tarcisio Burgnich (25. duben 1939, Ruda, Italské království – 26. květen 2021, Forte dei Marmi, Itálie) byl italský fotbalový obránce a trenér. Je považován za jednoho z nejlepších obránců v historii italského fotbalu. 
Vyhrál pět titulů v lize (1960/61, 1962/63, 1964/65, 1965/66, 1970/71), dvakrát vyhrál pohár PMEZ (1963/64, 1964/65) i Interkontinentální pohár (1964, 1965). Za reprezentací odehrál čtyři velké turnaje (+ OH 1960) z nichž má zlato z ME 1968 a stříbro z MS 1970.

## Hráčská kariéra

### Klubová

#### Udinese
Poté, co hrál v mládežnickém týmu i s Zoffem, debutoval ve svých 20 letech na konci sezony 1958/59 proti Milánu (0:7) 2. června 1959. V následující sezoně již hrál v sedmi zápasech. To jej přivedlo do reprezentace, které hrálo na OH 1960.

#### Juventus a Palermo
Do Juventusu přišel na návrh Bonipertiho v roce 1960. I když s klubem získal svůj první titul, odehrál celkem jen 16 utkání a byl považován za nevhodného pro styl hry v klubu. A tak byl vyměněn do Palerma za Anzolina + dva hráči na hostování a ještě 100 milionu lir. V novém klubu se stal stabilním hráčem sestavy. První branku vstřelil proti Juventusu (4:2).

#### Inter
Po skvělé sezoně se stěhoval do Interu. Zde potom působil 12 let a vyhrál celkem 9 trofejí. Vyhrál čtyři tituly (1962/63, 1964/65, 1965/66, 1970/71). Ale hlavní trofeje získal dvakrát po sobě. Byl to poháru PMEZ, který vyhrál v sezonách (1963/64 a 1964/65. K nim přidal také dva krát po sobě Interkontinentální pohár (1964, 1965). Za Nerazzurri odehrál celkem 467 utkání.

#### Neapol
Funkcionáři v Interu si mysleli že po zranění které si přivodil na MS 1974, již nebude tak dobrým hráčem. A tak odešel do Neapole, kde strávil poslední tři sezony své fotbalové kariéry. V první sezoně chyběli dva body aby mohl vyhrát titul, jenže Juventus byl lepší. A tak jedinou trofej pro Neapol získal v sezoně 1975/76 Italský pohár.
Celkem odehrál za svou kariéru 657 utkání a vstřelil 9 branek.

### Reprezentační

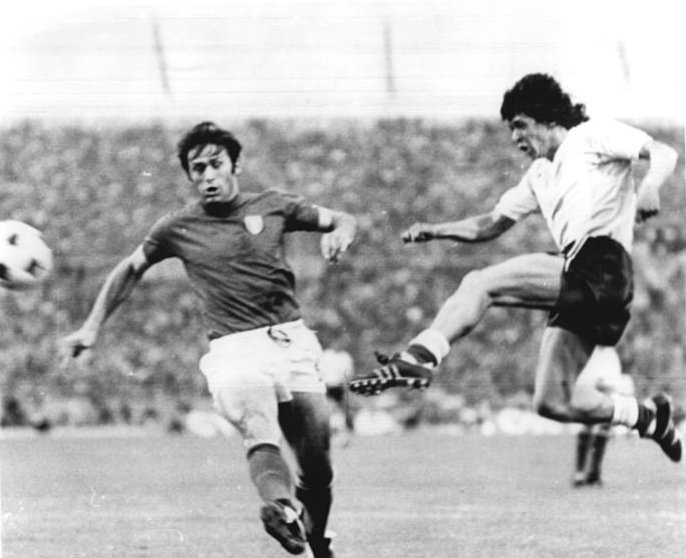
Na MS 1974 proti Argentině.

V reprezentací debutoval na OH 1960. Další utkání si připsal až za tři roky. V letech 1965 až 1974 se již stal stabilním členem základní sestavy Azzurri Zúčastnil se celkem tří turnajů MS (1966, 1970, 1974). Byl i ve vítězném týmu z ME 1968. Poslední utkání za Azzurri odehrál 23. června 1974 proti Polsku (1:2). Celkem odehrál 66 utkání plus 4 na OH a vstřelil dvě branky. Jeho dres s číslem 5 s posledního utkání je vystaven muzeu ve fotbalové federace.

## Trenérská kariéra
Když ukončil v roce 1977 fotbalovou kariéru, netrvalo dlouho a stal se hlavním trenérem třetiligového Livorna. Po dvou letech odešel a přijal nabídku stát se trenérem v nejvyšší lize. Nabídku mu podal klub Catanzaro. Obsadil solidní 8. místo. V následující sezoně 1981/82 se stal trenérem Boloně, jenže ta jej v březnu propustila. V téhle sezoně dal šanci mladému hráči jménem Roberto Mancini.
V letech 1982 až 1987 vedl kluby co hrály ve druhé lize. Byli o kluby:Como (slavil postup do Serie A), Janov a Vicenza. Po nevydařeném angažmá ve Vicenzi se stal na téměř jeden rok neangažovaný. Až v lednu roku 1988 jej angažovalo Como, které hrálo Serii A. Zůstal tam do května téhož roku, než jej propustili. Poslední sezonu strávenou v nejvyšší lize byla 1989/90, když vedl Cremonese. Skončil s ní na sestupovém 17. místě. Poté již vedl kluby ve druhé lize a třetí lize.
Po skončení trenérské kariéry v roce 2001, se stal pozorovatelem Interu.

## Hráčská statistika

### Klubová
| Sezóna            | Klub              | Liga              | Liga   | Liga | Ligové poháry | Ligové poháry | Ligové poháry | Kontinentální poháry | Kontinentální poháry | Kontinentální poháry | Celkem | Celkem |
| Sezóna            | Klub              | Soutěž            | Zápasy | Góly | Soutěž        | Zápasy        | Góly          | Soutěž               | Zápasy               | Góly                 | Zápasy | Góly   |
| ----------------- | ----------------- | ----------------- | ------ | ---- | ------------- | ------------- | ------------- | -------------------- | -------------------- | -------------------- | ------ | ------ |
| 1958/59           | Udinese           | Serie A           | 1      | 0    | IP            | 0             | 0             | -                    | 00                   | 0                    | 1      | 0      |
| 1959/60           | Udinese           | Serie A           | 7      | 0    | IP            | 0             | 0             | -                    | 0                    | 0                    | 7      | 0      |
| 1960/61           | Juventus          | Serie A           | 13     | 00   | IP            | 3             | 0             | PMEZ                 | 0                    | 0                    | 16     | 0      |
| 1961/62           | Palermo           | Serie A           | 31     | 1    | IP            | 1             | 0             | -                    | 0                    | 0                    | 32     | 1      |
| Celkem za Udinese | Celkem za Udinese | Celkem za Udinese | 8      | 0    | -             | 0             | 0             | -                    | 0                    | 0                    | 8      | 0      |
| 1962/63           | Inter             | Serie A           | 31     | 0    | IP            | 0             | 0             | -                    | 0                    | 0                    | 31     | 0      |
| 1963/64           | Inter             | Serie A           | 34     | 0    | IP            | 0             | 0             | PMEZ                 | 9                    | 0                    | 43     | 0      |
| 1964/65           | Inter             | Serie A           | 32     | 1    | IP            | 1             | 0             | PMEZ+Int.P           | 7+2                  | 0                    | 42     | 1      |
| 1965/66           | Inter             | Serie A           | 30     | 0    | IP            | 0             | 0             | PMEZ+Int.P           | 5+2                  | 0                    | 37     | 0      |
| 1966/67           | Inter             | Serie A           | 30     | 2    | IP            | 0             | 0             | PMEZ                 | 10                   | 0                    | 40     | 2      |
| 1967/68           | Inter             | Serie A           | 30     | 0    | IP            | 6             | 1             | Int.                 | 1                    | 0                    | 37     | 1      |
| 1968/69           | Inter             | Serie A           | 30     | 1    | IP            | 3             | 0             | -                    | 0                    | 0                    | 33     | 1      |
| 1969/70           | Inter             | Serie A           | 26     | 1    | IP            | 6             | 0             | Vel.P                | 8                    | 0                    | 40     | 1      |
| 1970/71           | Inter             | Serie A           | 29     | 0    | IP            | 3             | 0             | Vel.P                | 1                    | 0                    | 33     | 0      |
| 1971/72           | Inter             | Serie A           | 27     | 0    | IP            | 10            | 0             | PMEZ                 | 9                    | 0                    | 46     | 0      |
| 1972/73           | Inter             | Serie A           | 30     | 0    | IP            | 8             | 0             | PU                   | 6                    | 0                    | 44     | 0      |
| 1973/74           | Inter             | Serie A           | 30     | 0    | IP            | 10            | 0             | PU                   | 2                    | 0                    | 42     | 0      |
| Celkem za Inter   | Celkem za Inter   | Celkem za Inter   | 359    | 5    | -             | 52            | 1             | -                    | 57                   | 0                    | 468    | 6      |
| 1974/75           | Neapol            | Serie A           | 30     | 0    | IP            | 10            | 1             | PU                   | 6                    | 0                    | 46     | 1      |
| 1975/76           | Neapol            | Serie A           | 30     | 0    | IP            | 11            | 0             | PU                   | 2                    | 0                    | 43     | 0      |
| 1976/77           | Neapol            | Serie A           | 24     | 0    | IP            | 2             | 0             | PVP                  | 8                    | 0                    | 34     | 0      |
| Celkem za Neapol  | Celkem za Neapol  | Celkem za Neapol  | 84     | 0    | -             | 23            | 1             | -                    | 16                   | 0                    | 123    | 1      |
| Celkem            | Celkem            | Celkem            | 495    | 6    | -             | 74            | 2             | -                    | 73                   | 0                    | 647    | 8      |

### Reprezentační

#### Statistika na velkých turnajích
| Reprezentace | Rok     | Zápasy             | Zápasy | Zápasy         | Zápasy           | Zápasy           | Zápasy       |
| Reprezentace | Rok     | Fáze turnaje       | Datum  | Soupeř         | Odehraných minut | Vstřelené branky | Výsledek     |
| ------------ | ------- | ------------------ | ------ | -------------- | ---------------- | ---------------- | ------------ |
| Itálie       | OH 1960 | 2 zápas ve skupině | 29. 8. | Velká Británie | 90               | 0                | 2:2          |
| Itálie       | OH 1960 | 3 zápas ve skupině | 1. 9.  | Brazílie       | 90               | 0                | 3:1          |
| Itálie       | OH 1960 | Semifinále         | 5. 9.  | Jugoslávie     | 120              | 0                | 1:1 v prodl. |
| Itálie       | OH 1960 | O 3. místo         | 9. 9.  | Maďarsko       | 90               | 0                | 1:2          |
| Itálie       | MS 1966 | 1 zápas ve skupině | 13. 7. | Chile          | 90               | 0                | 2:0          |
| Itálie       | MS 1966 | 2 zápas ve skupině | 16. 7. | Sovětský svaz  | 90               | 0                | 0:1          |
| Itálie       | ME 1968 | Semifinále         | 5. 6.  | Sovětský svaz  | 120              | 0                | 0:0          |
| Itálie       | ME 1968 | Finále č.1         | 8. 6.  | Jugoslávie     | 120              | 0                | 1:1          |
| Itálie       | ME 1968 | Finále č.2         | 1. 6.  | Jugoslávie     | 90               | 0                | 2:0          |
| Itálie       | MS 1970 | 1 zápas ve skupině | 3. 6.  | Švédsko        | 90               | 0                | 1:0          |
| Itálie       | MS 1970 | 2 zápas ve skupině | 6. 6.  | Uruguay        | 90               | 0                | 0:0          |
| Itálie       | MS 1970 | 3 zápas ve skupině | 11. 6. | Izrael         | 90               | 0                | 0:0          |
| Itálie       | MS 1970 | Čtvrtfinále        | 14. 6. | Mexiko         | 90               | 0                | 4:1          |
| Itálie       | MS 1970 | Semifinále         | 17. 6. | NSR            | 120              | 1                | 4:3 v prodl. |
| Itálie       | MS 1970 | Finále             | 21. 6. | Brazílie       | 90               | 0                | 1:4          |
| Itálie       | MS 1974 | 1 zápas ve skupině | 15. 6. | Haiti          | 90               | 0                | 3:1          |
| Itálie       | MS 1974 | 2 zápas ve skupině | 19. 6. | Argentina      | 90               | 0                | 1:1          |
| Itálie       | MS 1974 | 3 zápas ve skupině | 23. 6. | Polsko         | 31               | 0                | 1:2          |

#### Reprezentační branky
| Gól | Datum       | Stadion                                   | Soupeř   | Skóre | Výsledek     | Soutěž               |
| --- | ----------- | ----------------------------------------- | -------- | ----- | ------------ | -------------------- |
| 010 | 18. 6. 1966 | Stadio San Siro, Milán, Itálie            | Rakousko | 1:0   | 1:0          | Přátelské utkání     |
| 020 | 17. 6. 1970 | Estadio Azteca, Santiago de Chile, Mexiko | NSR      | 2:2   | 4:3 v prodl. | MS 1970 – semifinále |

## Trenérská statistka
| Sezóna              | Klub                | Liga                | Liga   | Liga  | Liga   | Liga   | Liga                                | Ligové poháry | Ligové poháry | Ligové poháry | Ligové poháry | Ligové poháry | Ligové poháry | Kontinentální poháry | Kontinentální poháry | Kontinentální poháry | Kontinentální poháry | Kontinentální poháry | Kontinentální poháry | Celkem | Celkem | Celkem | Celkem |
| Sezóna              | Klub                | Soutěž              | Zápasy | Výhry | Remízy | Prohry | Umístění                            | Soutěž        | Zápasy        | Výhry         | Remízy        | Prohry        | Úspěch        | Soutěž               | Zápasy               | Výhry                | Remízy               | Prohry               | Úspěch               | Zápasy | Výhry  | Remízy | Prohry |
| ------------------- | ------------------- | ------------------- | ------ | ----- | ------ | ------ | ----------------------------------- | ------------- | ------------- | ------------- | ------------- | ------------- | ------------- | -------------------- | -------------------- | -------------------- | -------------------- | -------------------- | -------------------- | ------ | ------ | ------ | ------ |
| 1978/79             | Livorno             | Serie C1            | 34     | 6     | 20     | 8      | 12. místo (B)                       | IP            | 0             | 0             | 0             | 0             | -             | -                    | 0                    | 0                    | 0                    | 0                    | -                    | 34     | 6      | 20     | 8      |
| 1979/80             | Livorno             | Serie C1            | 34     | 12    | 16     | 6      | 3. místo (B)\|IP                    | 0             | 0             | 0             | 0             | -             | -             | 0                    | 0                    | 0                    | 0                    | -                    | 34                   | 12     | 16     | 6      |        |
| 1980/81             | Catanzaro           | Serie A             | 30     | 6     | 17     | 7      | 8. místo                            | IP            | 4             | 2             | 0             | 2             | -             | -                    | 0                    | 0                    | 0                    | 0                    | -                    | 34     | 8      | 17     | 9      |
| 1981/82             | Boloňa              | Serie A             | 22     | 4     | 10     | 8      | propuštěn v bře.                    | IP            | 4             | 1             | 2             | 1             | -             | -                    | 0                    | 0                    | 0                    | 0                    | -                    | 26     | 5      | 12     | 9      |
| 1982/83             | Como                | Serie B             | 40     | 13    | 20     | 7      | 5. místo                            | IP            | 5             | 0             | 2             | 3             | -             | -                    | 0                    | 0                    | 0                    | 0                    | -                    | 45     | 13     | 22     | 10     |
| 1983/84             | Como                | Serie B             | 38     | 17    | 14     | 7      | 2. místo (postup)                   | IP            | 5             | 2             | 1             | 2             | -             | -                    | 0                    | 0                    | 0                    | 0                    | -                    | 43     | 19     | 15     | 9      |
| 1984/85             | Janov               | Serie B             | 38     | 13    | 14     | 11     | 6. místo                            | IP            | 7             | 2             | 2             | 3             | -             | -                    | 0                    | 0                    | 0                    | 0                    | -                    | 45     | 15     | 16     | 14     |
| 1985/86             | Janov               | Serie B             | 38     | 14    | 12     | 12     | 7. místo                            | IP            | 5             | 0             | 4             | 1             | -             | -                    | 0                    | 0                    | 0                    | 0                    | -                    | 43     | 14     | 16     | 13     |
| 1986/87             | Vicenza             | Serie B             | 21     | 6     | 6      | 9      | propuštěn v úno.                    | IP            | 5             | 0             | 3             | 2             | -             | -                    | 0                    | 0                    | 0                    | 0                    | -                    | 26     | 6      | 9      | 11     |
| 1988                | Como                | Serie A             | 17     | 4     | 8      | 5      | nastoupil v led. a propuštěn v kvě. | IP            | 0             | 0             | 0             | 0             | -             | -                    | 0                    | 0                    | 0                    | 0                    | -                    | 17     | 4      | 8      | 5      |
| 1988                | Catanzaro           | Serie B             | 7      | 1     | 5      | 1      | propuštěn v říj.                    | IP            | 5             | 0             | 3             | 2             | -             | -                    | 0                    | 0                    | 0                    | 0                    | -                    | 12     | 1      | 8      | 3      |
| Celkem za Catanzaro | Celkem za Catanzaro | Celkem za Catanzaro | 37     | 7     | 22     | 8      | -                                   | -             | 9             | 2             | 3             | 4             | -             | -                    | 0                    | 0                    | 0                    | 0                    | -                    | 46     | 9      | 25     | 12     |
| 1989/90             | Cremonese           | Serie A             | 34     | 5     | 13     | 16     | 17. místo (sestup)                  | IP            | 2             | 1             | 0             | 1             | -             | -                    | 0                    | 0                    | 0                    | 0                    | -                    | 36     | 6      | 13     | 17     |
| 1990                | Cremonese           | Serie B             | 23     | 7     | 9      | 7      | propuštěn v říj.                    | IP            | 4             | 2             | 1             | 1             | -             | -                    | 0                    | 0                    | 0                    | 0                    | -                    | 27     | 9      | 10     | 8      |
| Celkem za Cremonese | Celkem za Cremonese | Celkem za Cremonese | 57     | 12    | 22     | 23     | -                                   | -             | 6             | 3             | 1             | 2             | -             | -                    | 0                    | 0                    | 0                    | 0                    | -                    | 63     | 15     | 23     | 25     |
| 1992                | Salernitana         | Serie C1            | 13     | 4     | 5      | 4      | nastoupil v bře. a propuštěn v kvě. | IP            | 0             | 0             | 0             | 0             | -             | -                    | 0                    | 0                    | 0                    | 0                    | -                    | 13     | 4      | 5      | 4      |
| 1992/93             | Como                | Serie C1            | 20     | 8     | 7      | 5      | nastoupil v pro., 6. místo (A)      | IP            | 0             | 0             | 0             | 0             | -             | -                    | 0                    | 0                    | 0                    | 0                    | -                    | 20     | 8      | 7      | 5      |
| Celkem za Como      | Celkem za Como      | Celkem za Como      | 115    | 42    | 49     | 24     | -                                   | -             | 20            | 7             | 5             | 8             | -             | -                    | 0                    | 0                    | 0                    | 0                    | -                    | 135    | 49     | 54     | 32     |
| 1994/95             | Livorno             | Serie C2            | 15     | 4     | 7      | 4      | propuštěn v ?                       | IP            | 0             | 0             | 0             | 0             | -             | -                    | 0                    | 0                    | 0                    | 0                    | -                    | 15     | 4      | 7      | 4      |
| Celkem za Livorno   | Celkem za Livorno   | Celkem za Livorno   | 83     | 22    | 43     | 18     | -                                   | -             | 0             | 0             | 0             | 0             | -             | -                    | 0                    | 0                    | 0                    | 0                    | -                    | 83     | 22     | 43     | 18     |
| 1996                | Foggia              | Serie B             | 13     | 7     | 1      | 5      | nastoupil v bře., 11. místo         | IP            | 0             | 0             | 0             | 0             | -             | -                    | 0                    | 0                    | 0                    | 0                    | -                    | 13     | 7      | 1      | 5      |
| 1996/97             | Foggia              | Serie B             | 38     | 11    | 15     | 12     | 11. místo                           | IP            | 1             | 0             | 0             | 1             | -             | -                    | 0                    | 0                    | 0                    | 0                    | -                    | 39     | 11     | 15     | 13     |
| Celkem za Foggiu    | Celkem za Foggiu    | Celkem za Foggiu    | 51     | 18    | 16     | 17     | -                                   | -             | 1             | 0             | 0             | 1             | -             | -                    | 0                    | 0                    | 0                    | 0                    | -                    | 52     | 18     | 16     | 18     |
| 1998                | Janov               | Serie B             | 23     | 10    | 7      | 6      | nastoupil v led., 9. místo          | IP            | 0             | 0             | 0             | 0             | -             | -                    | 0                    | 0                    | 0                    | 0                    | -                    | 23     | 10     | 7      | 6      |
| Celkem za Janov     | Celkem za Janov     | Celkem za Janov     | 99     | 37    | 33     | 29     | -                                   | -             | 12            | 2             | 6             | 4             | -             | -                    | 0                    | 0                    | 0                    | 0                    | -                    | 111    | 39     | 39     | 33     |
| 1998/99             | Lucchese            | Serie B             | 17     | 3     | 7      | 7      | propuštěn v ?                       | IP            | 4             | 2             | 1             | 1             | -             | -                    | 0                    | 0                    | 0                    | 0                    | -                    | 21     | 5      | 8      | 8      |
| 2000                | Ternana             | Serie B             | 17     | 6     | 6      | 5      | nastoupil v úno., 10. místo         | IP            | 0             | 0             | 0             | 0             | -             | -                    | 0                    | 0                    | 0                    | 0                    | -                    | 17     | 6      | 6      | 5      |
| 2001                | Pescara             | Serie B             | 5      | 0     | 3      | 2      | nastoupil v led. a propuštěn v úno. | IP            | 0             | 0             | 0             | 0             | -             | -                    | 0                    | 0                    | 0                    | 0                    | -                    | 5      | 0      | 3      | 2      |
| Celkově             | Celkově             | Celkově             | 537    | 161   | 222    | 154    | -                                   | -             | 51            | 12            | 19            | 20            | -             | -                    | 0                    | 0                    | 0                    | 0                    | -                    | 615    | 186    | 251    | 178    |

## Úspěchy

### Klubové

#### Národní
- vítěz italské ligy (5x)

Juventus: 1960/61

Inter: 1962/63, 1964/65, 1965/66, 1970/71
- vítěz italského poháru (1x)

Neapol: 1975/76

#### Kontinentální
- vítěz středoevropského poháru (2x)

Inter: 1963/64, 1964/65
- vítěz Interkontinentálního poháru (2x)

Inter: 1964, 1965

### Reprezentační
- 3× na MS (1966, 1970 - stříbro, 1974)
- 1× na ME (1968 - zlato)
- 1× na OH (1960)